# Kotobagari
Der japanische Ausdruck Kotobagari (言葉狩り „Wortjagd“) beschreibt das Bestreben, Wörter zu vermeiden, die in der japanischen Sprache als politisch inkorrekt angesehen werden. So vermeiden die meisten japanischen Medien Begriffe wie rai (癩 „Aussätziger“), mekura (盲, „Blinder“), tsunbo (聾 „Tauber“), oshi (唖 „Taubstummer“), kichigai (気違い oder 気狂い „Verrückter“), tosatsujō (屠殺場 „Schlachthaus“) oder hakuchi (白痴 „Trottel/Idiot“).
Als Fall der sogenannten Euphemismus-Tretmühle kann etwa der Bezeichnungswandel für den Hausmeister an japanischen Schulen angesehen werden, kozukai-san (小使いさん „Person, die einer lästigen Pflicht nachkommt“): Man sah darin eine Abwertung und ersetzte den Begriff durch yōmuin (用務員 „Fachmann“). Inzwischen gilt yōmuin seinerseits als abwertend, so hat man auf den Begriff kōmuin (校務員 „Schul-Fachmitglied“) oder kanrisagyōin (管理作業員 „Schulwart“) verschoben.
Zu weiteren als unakzeptabel erachteten Wörtern zählt hyakushō (百姓) für Bauer, das durch nōka (農家) ersetzt wurde. Nach dem Zweiten Weltkrieg empfand man das Wort Shina (支那) für China (geschrieben in Kanji) als abwertend und ersetzte es weithin durch das japanische Chūgoku (中国) oder durch Shina (geschrieben in Katakana) (シナ). In den 1960er Jahren sah man eine Verbindung des chinesisch-japanischen Wortes Mōko (蒙古) für „Mongole“ mit der Bezeichnung für eine „dumme, ignorante oder unreife“ Person (siehe „mongoloid“), so dass die ethnische Gruppe nun in Katakana Mongoru (モンゴル) genannt wird.

## Kotobagari und Ideologie
Kotobagari hat in verschiedenen sprachlichen Bereichen zu einer verwirrenden Terminologie geführt.
Der japanische Sender NHK strahlt einen Koreanischkurs aus, bei dem die Sprache allerdings nicht mit einem ihrer beiden fachlich korrekten Namen, sondern als „Hanguru“ (japanische Aussprache der Bezeichnung „Hangeul“) bezeichnet wird, um eine politische Unkorrektheit zu vermeiden. Dies ist ein Resultat divergierender nord- und südkoreanischer Hoheitsansprüche. Nur der Name des jeweils eigenen Landes dürfe als Bezeichnung für die koreanische Sprache verwendet werden. Nordkorea wollte die Bezeichnung „Chōsen-Sprache“ (朝鮮語) durchsetzen, da es nach der Teilung den Begriff chōsen für das alte, einst ungeteilte Korea nun für sich reklamiert. Südkorea bestand auf einer Sprachbezeichnung in Verbindung mit seinem eigenen Landesnamen (Kankoku), also „Kankoku-Sprache“ (韓国語). Als Kompromiss griff man zu „Hanguru“, und Koreanisch wird nun als „Sprache dieses Programms“ oder „diese Sprache“ bezeichnet. Dies führte zur Entstehung des Neologismus „Hanguru-Sprache“ (ハングル語). Bezogen auf die koreanische Sprache ist dies aber terminologisch falsch, da Hangeul selbst ein Schriftsystem ist, mit dem theoretisch eine Vielzahl von Sprachen geschrieben werden kann, und keine Sprache.
Selbst die japanische gastronomische Terminologie vermeidet nord-/südkoreanische Anspielungen und schafft Neologismen wie Yakiniku für ein koreanisches Fleischgericht.